# Membranofoni
I membranofoni sono una classe di strumenti musicali il cui suono è prodotto dalla vibrazione di una membrana tesa. Si suddividono in due categorie:
i tamburi e i mirlitons.

## Tamburi
Alla prima appartengono quegli strumenti in cui la membrana viene posta in vibrazione in vari modi.
- A percussione diretta ad esempio con le mani, bacchette o altro. L'esecutore compie il gesto di percuotere ed è in grado di generare un singolo colpo alla volta.
- A percussione indiretta L'esecutore non controlla ogni singola emissione sonora, ma il suo gesto provoca il suono o i suoni a raffica o grappolo. A questa categoria appartiene, per esempio, il tamburo tibetano in cui, facendo roteare il tamburo sull'asse del manico di cui è dotato, due battenti legati sul fusto vanno a colpire alternativamente le membrane e il tamburo a sonaglio degli amerindi in cui i piccoli oggetti contenuti nel tamburo vanno a colpire le membrane quando il tamburo viene scosso.
- A pizzico (2.2). Una cordicella mantenuta tesa viene pizzicata trasmettendo la vibrazione alla membrana, come ad esempio il gopi yantra del Bengala
- A frizione (2.3). La frizione può essere generata direttamente sulle pelli come nel caso delle spazzole utilizzate sulle membrane della batteria; oppure la frizione generata su una bacchetta o su una cordicella si trasmette alla membrana e la mette in vibrazione (ad esempio putipù o caccavella o cupa cupa, cuíca).

Possiamo caratterizzare i tamburi anche per quale membrana viene utilizzata: bipelle se si percuotono entrambe le membrane e monopelle se se ne percuote solo una, per la chiusura o apertura del fusto e per la forma dei fusti. In questo caso, per esempio, si possono individuare vari tipi:
- tamburi a paiolo: timpano
- tamburi tubolari cilindrici: tamburo da parata, rullante, grancassa, tom-tom, timbales, boobam, bombo leguero, surdo, repinique
- tamburi tubolari tronco conici (con ulteriori suddivisioni in conici e conici rovesciati: bongo, atabaque.
- tamburi tubolari a barile: taiko, dholak, dhol
- tamburi tubolari a coni sovrapposti: tabla, mridangam,
- tamburi tubolari a clessidra: tsuzumi, tamburo parlante, damaru
- tamburi tubolari conici: tabla, conga
- tamburi tubolari a calice: djembe, dabakan, darabukke, batá, dombak
- tamburi a cornice (nei quali per definizione e tranne che per il rullante della batteria, la cornice deve essere di altezza inferiore al raggio del cerchio del tamburo stesso): tamburello, tammorra, riqq bodhrán, bendir sabar, pandeiro

## Mirlitons
Alla seconda categoria, detta dei mirlitons, appartengono gli strumenti in cui la membrana è posta in vibrazione mediante la vibrazione delle corde vocali dell'esecutore in modo da modificarne il timbro. Per esempio i mirlitons europei, il "pettine e carta velina", il kazoo e alcuni richiami per uccelli.